# Handvest van de PLO
Hieronder staat het Palestijns Nationaal Convenant, het officiële handvest van de Palestijnse Bevrijdings Organisatie (PLO). De Nederlandse tekst is een officieuze vertaling van een van de Engelse versies van het document.

## Status van het document
Het Handvest stamt oorspronkelijk uit 1964, maar werd in 1968, na de Israëlische bezetting van de Westelijke Jordaanoever, de Gazastrook en de Golanhoogten, in radicale zin aangepast. Onderstaande vertaling betreft de laatste versie.
De tekst van het Handvest van de PLO (van de versie sinds 1968) bevat veel clausules die oproepen tot de afbraak van de staat Israël.
In een briefwisseling tussen Arafat en Rabin in het kader van de Oslo-akkoorden van 1993 ging Arafat ermee akkoord dat deze clausules zouden worden verwijderd.
Op 26 april 1996 (3 jaar later) stemde de Palestijnse Nationale Raad voor een voorstel om al deze clausules uit het Handvest te verwijderen (Art. 6-10, 19-23, 23-30) of aan te passen (Art. 1-5, 11-14, 16-18, 25-27, 29), en riep op tot het opstellen van een nieuwe tekst.
Een brief van Arafat aan de toenmalige president van de VS, Bill Clinton, bevatte een opsomming van de betreffende clausules, en in een vergadering van het Palestijnse Centrale Comité (PCC) werd deze lijst goedgekeurd.
In een openbare vergadering van leden van de PLO, de PNC (Palestijnse Nationale Raad) en de PCC werd de brief in het bijzijn van Clinton nog eens bevestigd.
Ondanks dit alles werd een nieuwe tekst van het Handvest nooit gepubliceerd, wat heeft geleid tot een slepend twistpunt. Critici van de Palestijnse organisaties beweren dat het niet-verschijnen van een nieuwe tekst bewijst dat men niet echt van plan was die clausules uit het Handvest te verwijderen. In een van de Palestijnse reacties daarop wordt gesteld dat het vervangen van het Handvest zou moeten bestaan in de publicatie van een grondwet voor de toekomstige Palestijnse staat. De gepubliceerde voorlopige grondwet zegt over het grondgebied van Palestina: "... is een ondeelbare eenheid gebaseerd op de grenzen van 4 juli 1967", dat wil zeggen: de grenzen van de Groene Lijn van 1949 tot de Zesdaagse Oorlog in 1967.

## Uitspraken over het document en de politieke doelen
Hier volgen enkele fragmenten van toespraken van verschillende voormannen van de PLO/PA. De uitspraken zijn uiteraard niet representatief voor alle Palestijnse stromingen.

### Over de erkenning van Israël
"Derhalve zal de PLO de nodige aanpassingen met betrekking tot het Palestijnse handvest ter goedkeuring voorleggen aan de Palestijnse Nationale Raad." --Yasser Arafat, Voorzitter van de PLO (in een briefwisseling met Israël, 9 september 1993)
"Israël moet niet van de PLO verlangen zijn handvest aan te passen; de PLO eist toch ook niet dat de joodse natie de Bijbel schrapt?" --Ziad Abu Ziad, hoge functionaris van de PLO (in een toespraak voor de Amerikaanse Joodse Federatie, 23 oktober 1993)
"Palestijnen schuwen het compromis niet. In de Oslo-akkoorden van 1993 werden we het erover eens Israëlische soevereiniteit te erkennen over 78 procent van historisch Palestina en een Palestijnse staat te stichten op slechts 22 procent." --Saeb Erekat, hoofdonderhandelaar namens de Palestijnen, 5 augustus 2000
In een interview met de Jordaanse krant Al-Arab, 22 april 2004, zei de PLO-minister Farouk Kaddoumi, die toen nog in Tunesië verbleef, dat het Handvest van de PLO nooit op zodanige wijze zou worden aangepast dat het het bestaansrecht van Israël zou erkennen. "Het Palestijnse nationale handvest is tot op heden niet aangepast. Er is gezegd dat sommige artikelen niet langer van kracht zijn, maar ze zijn niet gewijzigd. Ik ben een van de tegenstanders van welke wijziging dan ook." Hij zei ook: "...de nationale strijd moet doorgaan. Ik bedoel de gewapende strijd... Fatah werd opgericht op basis van de gewapende strijd, aangezien dat de enige weg was die zou leiden tot politieke onderhandelingen die de vijand zou dwingen onze nationale aspiraties te accepteren. Er is derhalve geen andere strijd dan de gewapende militaire strijd... Als Israël de Gaza-strook wil ontruimen, dan moeten ze dat maar doen. Dat betekent dat het Palestijnse verzet hen daartoe gedwongen heeft. Maar het verzet gaat door. Laat de Gaza-strook Zuid-Vietnam zijn. Wij zullen alle middelen aangrijpen om Noord-Vietnam te bevrijden."

### Over de doelen van het vredesproces
Als wij aan alle Palestijnse strijdkrachten en facties vragen de Oslo-overeenkomst te zien als "tijdelijke" procedures, of gefaseerde doelen, dan betekent dat dat we de Israëli in een hinderlaag lokken en hen bedriegen. Echter, in feite doen we precies wat zij ook doen. Het bewijs daarvoor is dat zij zich ervan bewust zijn, zonder een poging te doen dat te verbergen, dat niets hen hier meer verenigt rond het gebied dat zich uitstrekt van de Nijl tot de Eufraat dan hun eigen slogan, die uit de Thora komt, en luidt: 'Dit zijn de grenzen van het grotere land van Israël.'...
"Wij doen precies hetzelfde [als Israël]. In 1947, in overeenstemming met het Verdelingsplan [van de VN], besloten ze 55% van het land van Palestina aan een staat toe te wijzen, wat ze later uitbreidden naar 78% tijdens de Oorlog van 1948, en opnieuw [uitbreidden] naar 100% tijdens de Oorlog van 1967. Desondanks maakten ze nooit een geheim van hun doel op lange termijn, te weten "Groot-Israël" van de Nijl tot de Eufraat. Evenzo, als wij akkoord gaan met een staat op slechts 22% van Palestina, te weten de Westelijke Jordaanoever en Gaza, dan [blijft] ons uiteindelijke doel toch de bevrijding van heel historisch Palestina van de rivier [de Jordaan] tot aan de [Middellandse] zee, zelfs als dat betekent dat het conflict nog duizend jaar en vele generaties voortduurt...
"Als je mij de vraag stelt, als een man die het islamitisch geloof toebehoort, dan is mijn antwoord eveneens "Van de rivier tot de zee": het gehele land is een Islamitische Waqf die niet gekocht of verkocht kan worden, en het is onmogelijk er het zwijgen toe te doen terwijl iemand het aan het stelen is ...." – Faisal Husseini (1940-2001), Fatah-leider and PA-Minister voor Jeruzalem, 'Al-Arabi' (Egypte), 23 juni  2001. Gelijksoortige uitspraken zijn gedaan in de krant 'As-Safir' (3 maart 2001, pg. 23 van het rapport).

## Samenvatting en vertalingsverschillen
Het Palestijnse volk bestaat uit de mensen die in Palestina woonden vóór de 'zionistische invasie', inclusief joden. De Palestijnen maken deel uit van het grotere geheel van de Arabische natie. De staat Israël is illegaal; al het land moet, in samenwerking met de Arabische staten, onder soeverein bestuur van het Palestijnse volk komen. Gewapende strijd is daartoe het juiste middel. 
De tekst is onderwerp van verschillende semantische disputen over de juiste vertaling en bedoelingen. Sommigen stellen dat de vertaling van de PLO soms afwijkt van de originele
Arabische versie. Een dispuut gaat over Artikel 15. Eén versie is uit het Arabisch vertaald als 'de eliminatie van zionisme', terwijl een andere vertaling luidt: 'de liquidatie van de zionistische aanwezigheid'. 'De zionistische aanwezigheid' is een veelgebruikt Arabisch eufemisme voor de Staat Israël; Volgens sommigen roept dit artikel in de Arabische versie dus op tot de vernietiging van Israël, niet alleen tot het beëindigen van het zionisme. Overigens erkent het handvest wél dat joden, die voor 'het begin van de Zionistische invasie' (1947 of 1917, daarover is onduidelijkheid) in het gebied woonden, daar mogen blijven wonen en zelfs deel uitmaken van het Palestijnse volk.

## Het Palestijnse nationale handvest
(Waar voetnoten in het originele Arabisch van belang zijn, is het Arabische woord ingevoegd tussen ronde haken.)
Resoluties van de Palestijnse Nationale Raad, 1-17 juli 1968
Tekst van het Handvest:
Artikel 1: Palestina is het geboorteland van het Arabische Palestijnse volk; het is een
onafscheidelijk onderdeel van het Arabische geboorteland, en het Palestijnse volk is een
integraal deel van de Arabische natie.
Artikel 2: Palestina, met de grenzen die het had tijdens het Britse Mandaat, is een ondeelbare territoriale eenheid.
Artikel 3: Het Palestijnse Arabische volk bezit het wettelijke recht op het geboorteland
en heeft het recht het eigen lot te bepalen na het bereiken van de bevrijding van
zijn land, in overeenstemming met zijn wens, en geheel volgens zijn eigen overeenstemming
en wilsbesluit.
Artikel 4: De Palestijnse entiteit is een onvervalst, wezenlijk en erfelijk
kenmerk; het wordt overgedragen van ouders op kinderen. De zionistische bezetting, en de verspreiding van het Palestijnse Arabische volk door de rampen die hem trof, leiden niet tot het verlies van de Palestijnse identiteit
en het lidmaatschap van de Palestijnse gemeenschap, noch heffen die deze op.
Artikel 5: De Palestijnen zijn leden van de Arabische natie die voor 1947
inwoners waren van Palestina, willekeurig of zij ervan verdreven werden of er
zijn gebleven. Iedereen die na die datum van een Palestijnse vader geboren is,
binnen of buiten Palestina, is ook een Palestijn.
Artikel 6: De joden die inwoners waren van Palestina tot aan het begin van
de zionistische invasie worden beschouwd als Palestijnen.
Artikel 7: Dat er een Palestijnse gemeenschap bestaat [PA: 'Er bestaat een Palestijnse gemeenschap'] en dat die een stoffelijke,
geestelijke en historische band heeft met Palestina zijn onbetwistbare feiten. Het
is een nationale plicht om individuele Palestijnen op te voeden op een Arabisch revolutionaire wijze. Alle methoden van informatie en onderwijs moeten worden aangewend teneinde de Palestijn zo grondig mogelijk op de hoogte te brengen van zijn land, zowel
geestelijk als stoffelijk. Hij moet worden voorbereid op de gewapende
strijd en bereid gemaakt worden zijn welvaart en zijn leven te offeren om zijn
geboorteland te herwinnen en zijn bevrijding tot stand te brengen.
Artikel 8: De fase in hun geschiedenis, die het Palestijnse volk nu doormaakt,
is er een van een nationale (wehtehni) strijd voor de bevrijding van
Palestina. Derhalve zijn de conflicten tussen de Palestijnse nationale strijdkrachten
tweederangs, en moeten worden beëindigd ten behoeve van het fundamentele conflict dat bestaat tussen de krachten van het zionisme en het imperialisme aan de ene kant, en het
Palestijnse Arabische volk aan de andere kant. Op basis hiervan vormen de Palestijnse massa's, willekeurig of zij verblijven in het nationale geboorteland of in de diaspora
(mehhehjir), zowel hun organisaties als hun individuen, één
nationaal front dat werkt voor het herstel van Palestina en de bevrijding door
gewapende strijd.
Artikel 9: Gewapende strijd is de enige manier om Palestina te bevrijden. Daarom is het
de algemene strategie, niet slechts een tactische fase. Het Palestijnse Arabische volk
bevestigt zijn absolute vastberadenheid en onwankelbare beslissing de gewapende strijd
voort te zetten en te ijveren voor een gewapende volksrevolutie om zijn land te bevrijden
en ernaar terug te keren. Het bevestigt ook zijn recht op een normaal leven in
Palestina en er het recht op zelfbeschikking en soevereiniteit over het land uit te oefenen.
Artikel 10: Commando-acties vormen de kern van de bevrijdingsoorlog van het
Palestijnse volk. Dit vereist het geleidelijk opvoeren, de uitbreiding en de
mobilisatie van alle Palestijnse inspanningen, zowel thuis als in het onderwijs,
tot organisatie en betrokkenheid bij de gewapende Palestijnse revolutie. Het vereist
ook dat er eenheid wordt bereikt, ten behoeve van de nationale (wehtehni) strijd, tussen de verschillende groepen Palestijnen, en tussen de Palestijnen enerzijds
en de Arabische massa's anderzijds, met als doel de voortzetting van de revolutie,
het opvoeren ervan en de overwinning.
Artikel 11: De Palestijnen zullen drie motto's hebben: nationale (wehtehni'jeh)
eenheid, nationale (kewmi'jeh) mobilisatie, en bevrijding.
Artikel 12: Het Palestijnse volk gelooft in Arabische eenheid. Om een bijdrage te leveren
aan het bereiken van dat doel moet het echter in de
huidige fase van de strijd de eigen Palestijnse identiteit veilig stellen en
bewustwording van die identiteit ontwikkelen, zich verzettend tegen elk plan dat
ertoe zou kunnen leiden dat deze (identiteit) verdwijnt of verzwakt.
Artikel 13: Arabische eenheid en de bevrijding van Palestina zijn twee complementaire
doelen: het bereiken van elk van deze vergemakkelijkt het bereiken van het
andere. Arabische eenheid leidt dus tot de bevrijding van Palestina, de bevrijding van
Palestina leidt tot Arabische eenheid; het werken aan de realisatie van het ene doel
gaat hand in hand met het werken aan de realisatie van het andere.
Artikel 14: De lot van de Arabische natie, en in wezen van het Arabische bestaan zelf,
hangt af van het lot van de Palestijnse zaak. Deze afhankelijkheid is de
bron van het najagen en streven van de Arabische natie naar de bevrijding van
Palestina. Het volk van Palestina speelt de rol van voorhoede in de
realisatie van dit heilige (kewmi) doel.
Artikel 15: De bevrijding van Palestina, gezien vanuit Arabisch perspectief, is een nationale (kewmi) plicht en is gericht op het verdrijven van de zionistische en imperialistische agressie tegen het Arabische geboorteland, en heeft tot doel het zionisme in Palestina te elimineren.
De absolute verantwoordelijkheid hiervoor ligt bij de Arabische natie (volken en
regeringen) met het Arabische volk van Palestina in de voorhoede. In overeenstemming hiermee
moet de Arabische natie overgaan tot het mobiliseren van alle militaire, personele, morele en geestelijke middelen om actief mee te doen met het Palestijnse volk bij de
bevrijding van Palestina. Deze moet, in het bijzonder tijdens de fase van de gewapende
Palestijnse revolutie, het Palestijnse volk op eigen initiatief voorzien
van alle mogelijke hulp, materiaal en mankracht, hen daarbij de beschikking gevend
over de middelen en mogelijkheden die hen in staat stellen hun leidende rol in
de gewapende revolutie te blijven spelen, totdat zij hun geboorteland hebben bevrijd.
Artikel 16: De bevrijding van Palestina, gezien vanuit een geestelijk standpunt, zal
het Heilige Land voorzien van een sfeer van veiligheid en rust, wat op zijn
beurt een garantie zal vormen voor de religieuze heiligdommen in het land
en voor de vrijheid van godsdienst, geldend voor iedereen, zonder onderscheid naar ras, kleur, taal of godsdienst. Daarmee in overeenstemming richt het volk van Palestina de blik op alle geestelijke krachten in de wereld voor hun steun.
Artikel 17: De bevrijding van Palestina, vanuit een menselijk standpunt, zal
het Palestijnse individu zijn waardigheid, trots en vrijheid teruggeven.
Daarmee in overeenstemming ziet het Palestijnse Arabische volk uit naar de steun van allen
die geloven in de waardigheid van de mens en zijn vrijheid in de wereld.
Artikel 18: De bevrijding van Palestina, vanuit een internationaal standpunt, is
een defensieve actie, noodzakelijk gemaakt door de eisen van zelfverdediging. Daarmee in overeenstemming richt het Palestijnse volk, omdat zij de vriendschap met alle mensen wensen, de blik op vrijheidminnende en vredeminnende staten, voor steun ter herstel van hun
wettige rechten op Palestina, ter herstel van vrede en veiligheid in het
land, en zijn volk in staat te stellen nationale soevereiniteit en vrijheid uit te oefenen.
Artikel 19: De verdeling van Palestina in 1947 en de stichting van de
staat Israël zijn geheel en al illegaal, los van de sindsdien verstreken tijd, omdat
deze ingingen tegen de wil van het Palestijnse volk en hun natuurlijke
recht op hun geboorteland, en niet pasten bij de principes zoals belichaamd in het
Handvest van de Verenigde Naties, in het bijzonder het recht op zelfbeschikking.
Artikel 20: De Balfour-verklaring, het Mandaat voor Palestina, en alles
dat daarop gebaseerd is, worden van nul en generlei waarde geacht. Claims als zouden er historische of religieuze banden zijn tussen de joden en Palestina kloppen niet met de historische feiten of met het juiste begrip van wat een staat vormt. Judaïsme, dat immers een religie is, is geen onafhankelijke nationaliteit. De joden vormen evenmin een enkele natie met een eigen identiteit; zij zijn burgers van de staten waar ze bij horen.
Artikel 21: Het Arabische Palestijnse volk, dat zichzelf uitspreekt met de gewapende
Palestijnse revolutie, verwerpt alle 'oplossingen' die een vervanging zijn voor de volledige
bevrijding van Palestina, en verwerpt alle voorstellen die erop gericht zijn het Palestijnse probleem [PA: 'zaak'], of de internationalisatie ervan, te vereffenen.
Artikel 22: Zionisme is een politieke beweging en als werktuig geassocieerd met
internationaal imperialisme, een tegenwerking van alle actie voor bevrijding en
progressieve bewegingen in de wereld. Het is racistisch en fanatiek van nature,
agressief, expansionistisch en koloniaal in zijn doelen, en fascistisch in zijn methoden.
Israël is het instrument van de zionistische beweging, en de geografische basis voor
wereldimperialisme, strategisch geplaatst te midden van het Arabische geboorteland,
ter bestrijding van de hoop van de Arabische natie op bevrijding, eenheid, en vooruitgang. Israël is een voortdurende bron van bedreiging voor de vrede in het Midden-Oosten en de hele wereld. Aangezien de bevrijding van Palestina de zionistische en imperialistische aanwezigheid zal vernietigen en daarbij zal bijdragen aan de stichting van vrede in het
Midden-Oosten, ziet het Palestijnse volk uit naar de steun van alle progressieve
en vreedzame krachten en doet een dringend beroep op hen allen, los van hun verbanden en
geloofsovertuigingen, aan het Palestijnse volk alle hoop en steun te bieden in hun rechtvaardige strijd voor de bevrijding van hun geboorteland.
Artikel 23: De vereiste veiligheid en vrede, evengoed als het vereiste recht en de
gerechtigheid, maakt het noodzakelijk dat alle staten zionisme als een niet-legitieme beweging beschouwen,
het bestaan ervan te verbieden, en hun acties uit te bannen, zodat vriendschappelijke
relaties tussen volkeren behouden blijven, en de trouw van burgers aan hun
eigen geboortelanden gegarandeerd blijven.
Artikel 24: Het Palestijnse volk gelooft in de principes van gerechtigheid,
vrijheid, soevereiniteit, zelfbeschikking, menselijke waardigheid, en het recht van alle
volkeren om die uit te oefenen.
Artikel 25: Voor de verwezenlijking van de doelen van dit Handvest en zijn principes
zal de Palestijnse Bevrijdings Organisatie zijn rol spelen in de bevrijding van
Palestina, in overeenstemming met de Constitutie van deze Organisatie.
Artikel 26: De Palestijnse Bevrijdings Organisatie, vertegenwoordiger van de
Palestijnse revolutionaire strijdkrachten, is verantwoordelijk voor de Palestijnse Arabische
volksbeweging in haar strijd haar geboorteland te herwinnen, bevrijden,
ernaar terug te keren en het recht op zelfbeschikking erin uit te oefenen - in alle
militaire, politieke en financiële gebieden en bovendien voor wat betreft alles wat nodig kan zijn voor de Palestijnse zaak op inter-Arabisch en internationaal niveau.
Artikel 27: De Palestijnse Bevrijdings Organisatie zal samenwerken met alle Arabische
staten, elk in overeenstemming met zijn mogelijkheden; men zal een neutrale politiek voeren
met betrekking tot deze staten in het licht van wat de oorlog en bevrijding vereist; op
basis hiervan zal men zich niet bemoeien met de binnenlandse zaken van enige Arabische staat.
Artikel 28: Het Palestijnse Arabische volk bevestigt de echtheid en onafhankelijkheid
van hun nationale (wehtehni'jeh) revolutie en verwerpt alle vormen van interventie,
voogdij en onderwerping.
Artikel 29: Het Palestijnse volk bezit het fundamentele en onvervalste wettelijke
recht zijn geboorteland te bevrijden en weer in bezit te nemen. De Palestijnen bepalen
hun houding ten opzichte van alle staten en strijdkrachten op basis van de standpunten die zij
zullen innemen met betrekking tot de Palestijnse revolutie om de doelen van het
Palestijnse volk te bereiken.
Artikel 30: Strijders en wapendragers in de bevrijdingsoorlog vormen het
hart van het volksleger, dat de beschermende kracht zal zijn voor de uitbreidingen van
het Palestijnse Arabische volk.
Artikel 31: De Organisatie zal een vlag voeren, een eed van trouw kennen, en een
volkslied. Hierover zullen besluiten worden genomen in overeenstemming met een bijzondere maatregel.
Artikel 32: Reglementen, die de Constitutie van de
Palestijnse Bevrijdings Organisatie zullen vormen, zullen aan dit Handvest worden toegevoegd.
Hierin zal staan op welke wijze de Organisatie, met haar organen en instellingen,
zal worden vormgegeven; de bevoegdheden van elk van deze; en de vereisten van
de verplichtingen aan het Handvest.
Artikel 33: Dit Handvest kan alleen geamendeerd worden door [stemming van] een
tweederdemeerderheid van alle leden van het Nationaal Congres van de Palestijnse
Bevrijdings Organisatie [gehouden] op een speciaal voor dat doel gehouden bijeenkomst.